# 김민정 (축구 선수)
김민정(1996년 9월 12일 ~ )은 대한민국의 여자 축구 선수이다.

## 어린 시절
어린 시절 필드플레이어로 성장하면서 연령별 대표팀도 거쳤지만, 필드플레이어로는 성공하기 힘들 것 같다는 유영실 감독의 판단으로 고등학교 2학년 때 골키퍼로 포지션을 변경했다.

## 구단 경력
2017 WK리그 드래프트에서 수원도시공사에 지명되며 수원에 합류하게 되었다.
첫 시즌임에도 10경기 정도를 뛰게 되었다.

## 국가대표팀 경력
어렸을때부터 꾸준히 연령별 대표팀에 발탁되었으며, 특히 2016 FIFA U-20 여자 월드컵 조별리그에서 베네수엘라를 상대로 페널티킥을 막으며 해당 대회 통산 10번째로 페널티킥을 막은 인물이 됨과 동시에 대회 최초로 골키퍼로서 MOM에 선정되게 되었다.
2015년, 호주전에 성인 대표팀 명단에 이름을 올렸으나 경기에 뛰지는 못 했으며 이듬해인 2016년에 미얀마를 상대로 첫 A대표팀 데뷔전을 치르게 되었다.